# Jost Friedrich Ludwig von Stechow
Jost Friedrich Ludwig von Stechow (* 1719 in Moers; † 1. September 1760 in Breslau) war ein preußischer Oberstleutnant.

## Leben

### Familie
Jost Friedrich Ludwig war Angehöriger des märkischen Adelsgeschlechts von Stechow. Seine Eltern waren der Erbherr auf Stechow sowie preußische Oberst und Chef des Garnisonsregiments Nr. 6 Kaspar Heinrich von Stechow (1687–1746) und dessen Gattin Henriette Wilhelmine von Pelden gen. Cloudt (1697–1764). Er selbst blieb unvermählt und ohne Nachkommen.

### Laufbahn
Stechow trat in preußische Dienste und war 1736 Fähnrich im Infanterieregiment „Sydow“. Im gleichen Jahr wurde er auf der Sonnenburg zum Ritter des Johanniterordens geschlagen. Er avancierte 1740 zum Leutnant und nahm am Ersten Schlesischen Krieg teil. Mit seiner Beförderung zum Kapitän erhielt er auch eine Kompanie. Nachdem er sich auch im Siebenjährigen Krieg auf dem böhmischen und sächsischen Kriegsschauplatz auszeichnete, wurde Stechow vorzeitig zum Major befördert und erhielt gleichzeitig das Kommando über ein Grenadier-Bataillon, welches aus den Grenadierkompanien der Regimenter Nr. 12 und Nr. 39 zusammengesetzt war. Mit diesem Bataillon tat er sich in der Schlacht bei Liegnitz besonders hervor, so dass er vom König noch auf dem Schlachtfeld zum Oberstleutnant oder sogar zum Oberst befördert wurde, 1000 Taler geschenkt bekam und der Orden Pour le Mérite verliehen wurde. Stechow wurde jedoch in der Schlacht ein Fuß zerschossen. Bei der Amputation verstarb er im Lazarett in Breslau. Er war Erbherr auf Alt Schlage und Hirschfelde.